# بحران پناهندگان

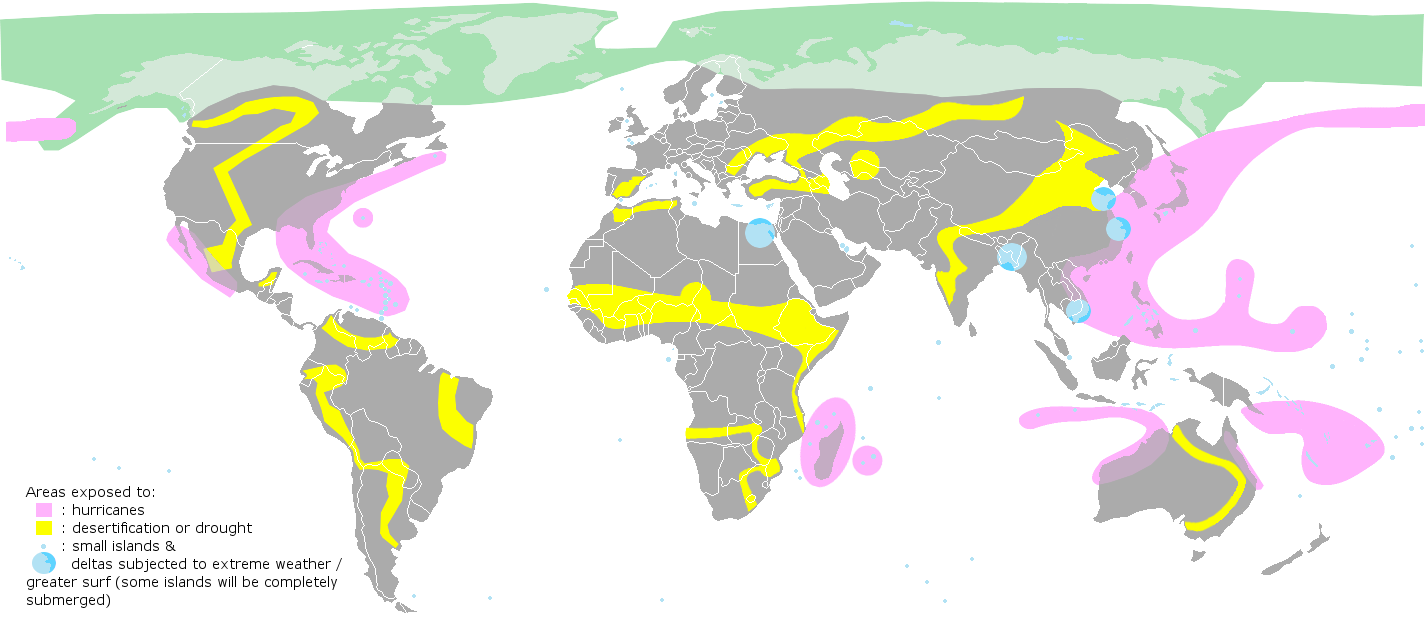
نقشه نشان می‌دهد که کدام فاجعه‌های طبیعی ایجاد شده یا تشدید تغییرات آب و هوایی می‌تواند اتفاق بیفتد و احتمالاً ایجاد پناهندگان زیست‌محیطی باشد

بحران پناهندگان (انگلیسی: Refugee crisis) اشاره به مهاجرت گروه بزرگی از آوارگان دارد که آوارگان داخلی، پناهندگان و سایر مهاجران را شامل می‌شود و می‌تواند ناشی از حوادث، منازعات و مشکلات بزرگ پناهندگان در کشور مبدأ یا محل خروج یا هنگام حرکت و حتی پس از ورود گروه‌های بزرگی از آوارگان به یک کشور امن شود. به طوریکه در چند سال اخیر که آتش نزاع‌ها در خاورمیانه بیش از هر زمان دیگری شعله‌ور شده موضوع پناهندگان به بزرگ‌ترین بحران مهاجرت در جهان، بعد از جنگ جهانی دوم تبدیل شده و آن را نمایان کرده‌است. به گفته کمیساریای عالی سازمان ملل متحد برای پناهندگان در ۲۰۱۷ قریب به ۶۵٫۶ میلیون نفر در جهان به دلیل آزار و اذیت، درگیری، خشونت یا نقض حقوق‌بشر در کشور مبدأ آواره و مجبور به ترک خانه‌هایشان شده‌اند.

## تعریف
بحران پناهندگان اشاره به مهاجرت گروه بزرگی از آوارگان دارد که آوارگان داخلی، پناهندگان و سایر مهاجران را شامل می‌شود و می‌تواند ناشی از حوادث، منازعات و مشکلات بزرگ پناهندگان در کشور مبدأ یا محل خروج یا هنگام حرکت و حتی پس از ورود گروه‌های بزرگی از آوارگان به یک کشور امن باشد. پناهندگان کسانی هستند که مجبور به فرار از کشور خود به دلیل آزار و اذیت، جنگ یا خشونت شده‌اند. آنها به دلیل نژاد، مذهب، ملیت، عقاید سیاسی یا عضویت در یک گروه اجتماعی خاص، ترس واقعی از اذیت و آزار و شکنجه شدن دارند. به احتمال زیاد، آنها راه بازگشت به خانه را ندارند یا از انجام چنین کاری ترس دارند. جنگ و خشونت قومی، قبیله ای و مذهبی علت اصلی فرار پناهندگان از کشورشان است.

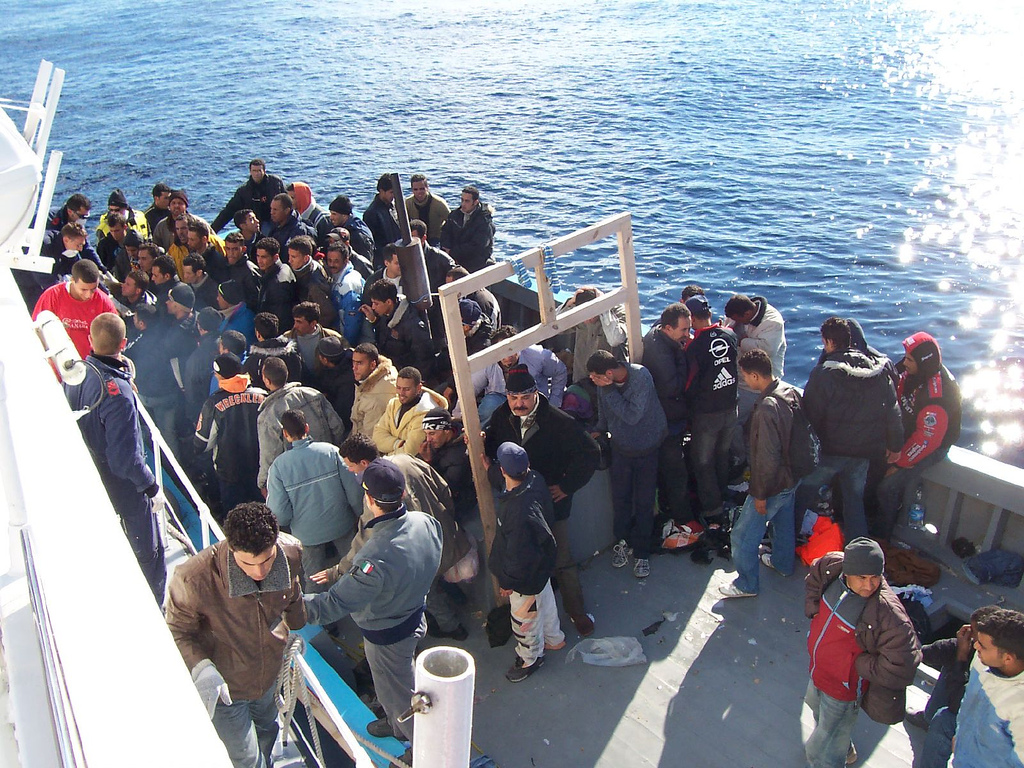
مهاجران شمال آفریقا در سیسیل

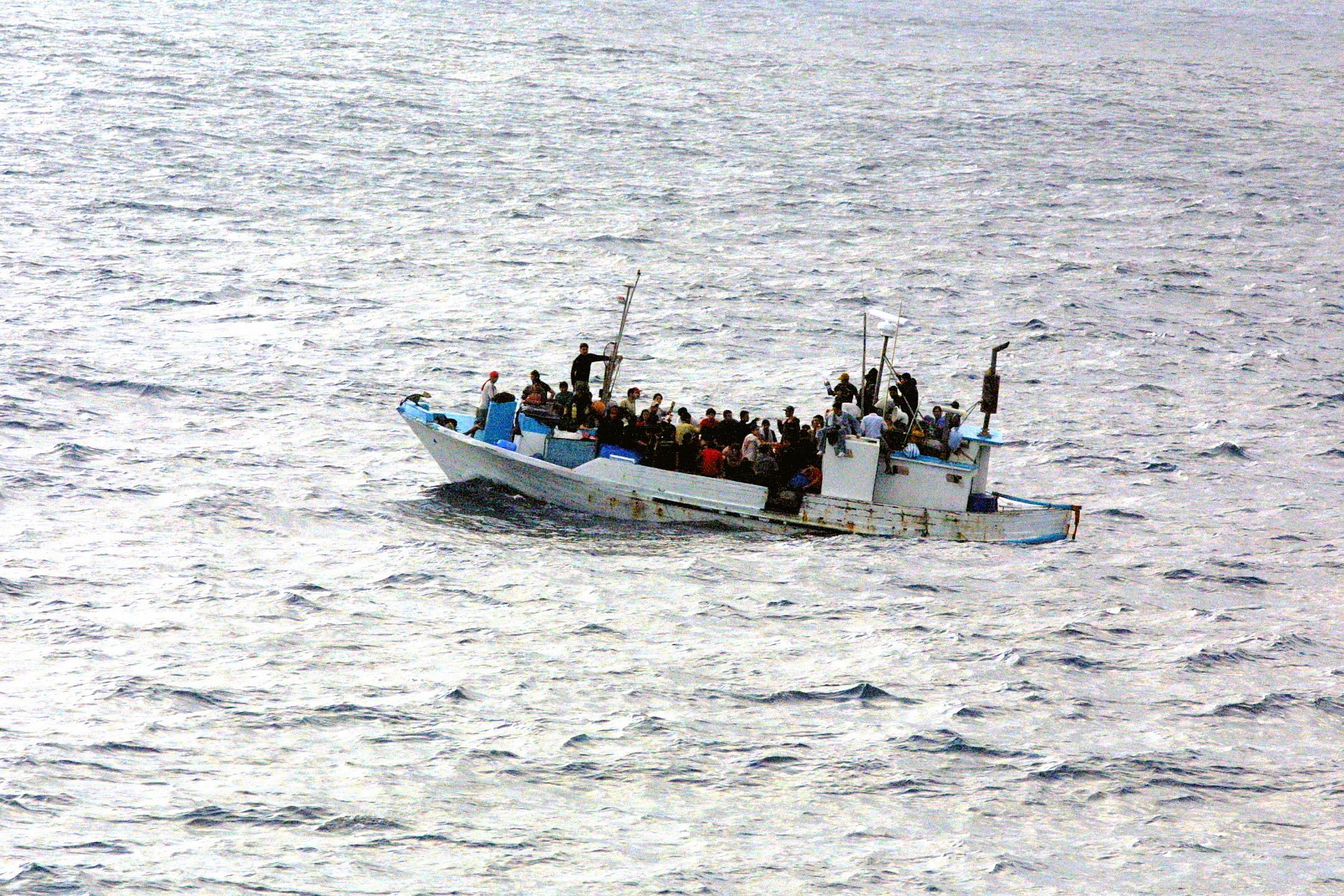
پناهندگان اکوادور در گواتمالا

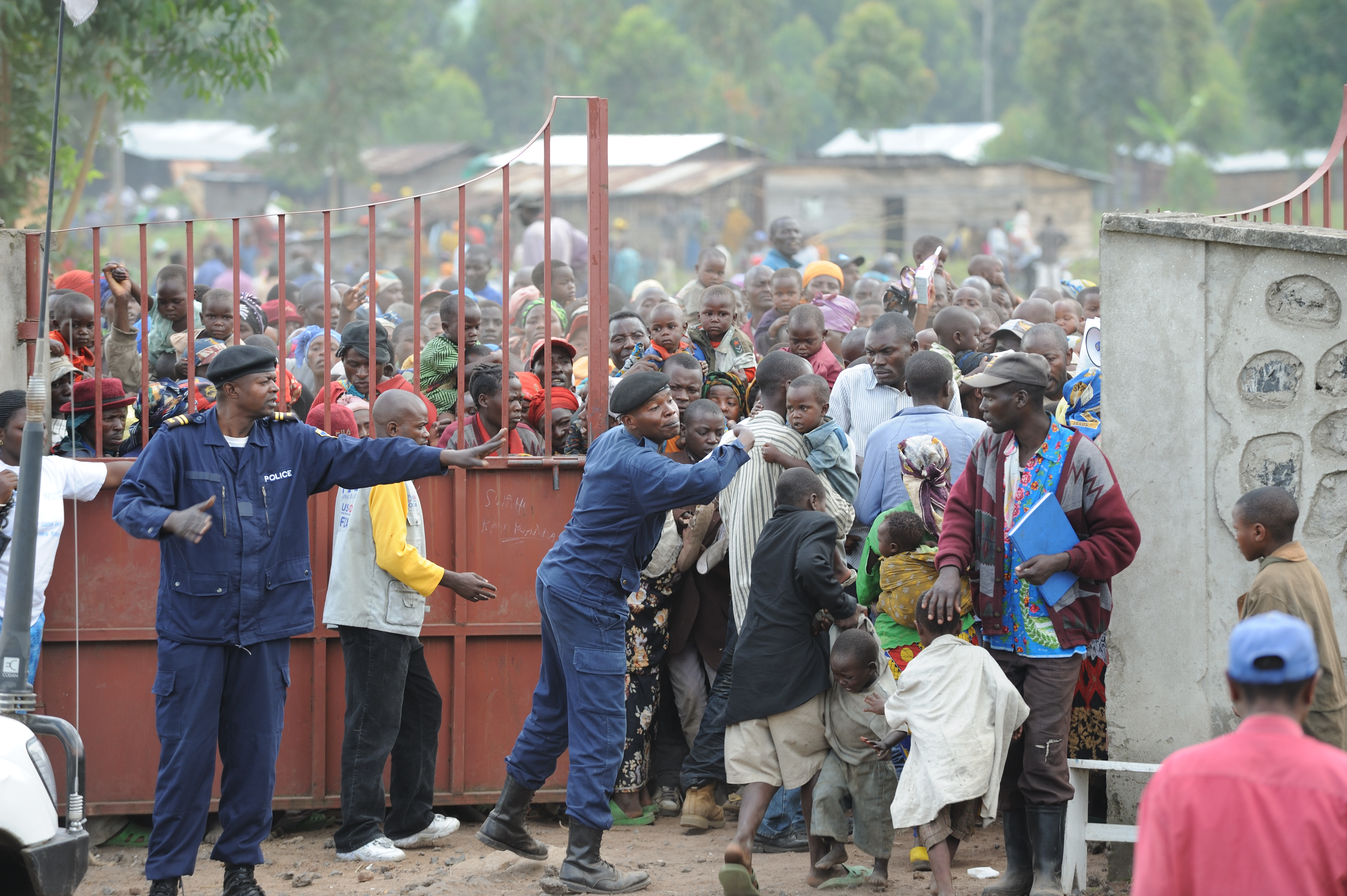
توزیع کمک‌های بشردوستانه در اردوگاه پناهندگان در کنگو

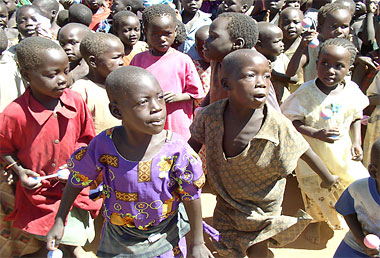
کودکان پناهندهٔ اوگاندا در یک اردوگاه در نزدیکی کییتگوم

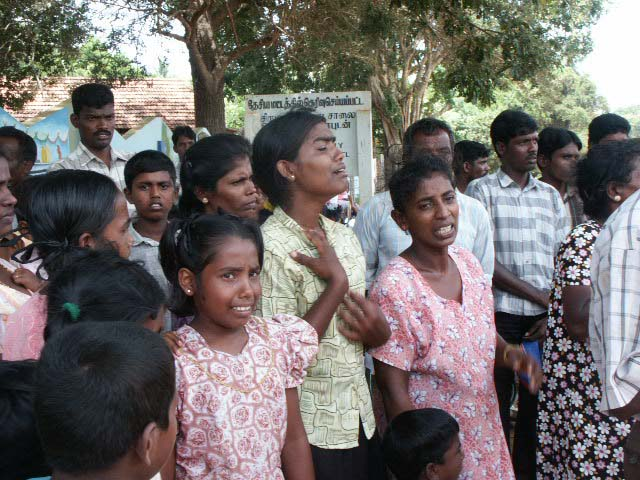
پناهندگان تامیل در سری‌لانکا

## علت

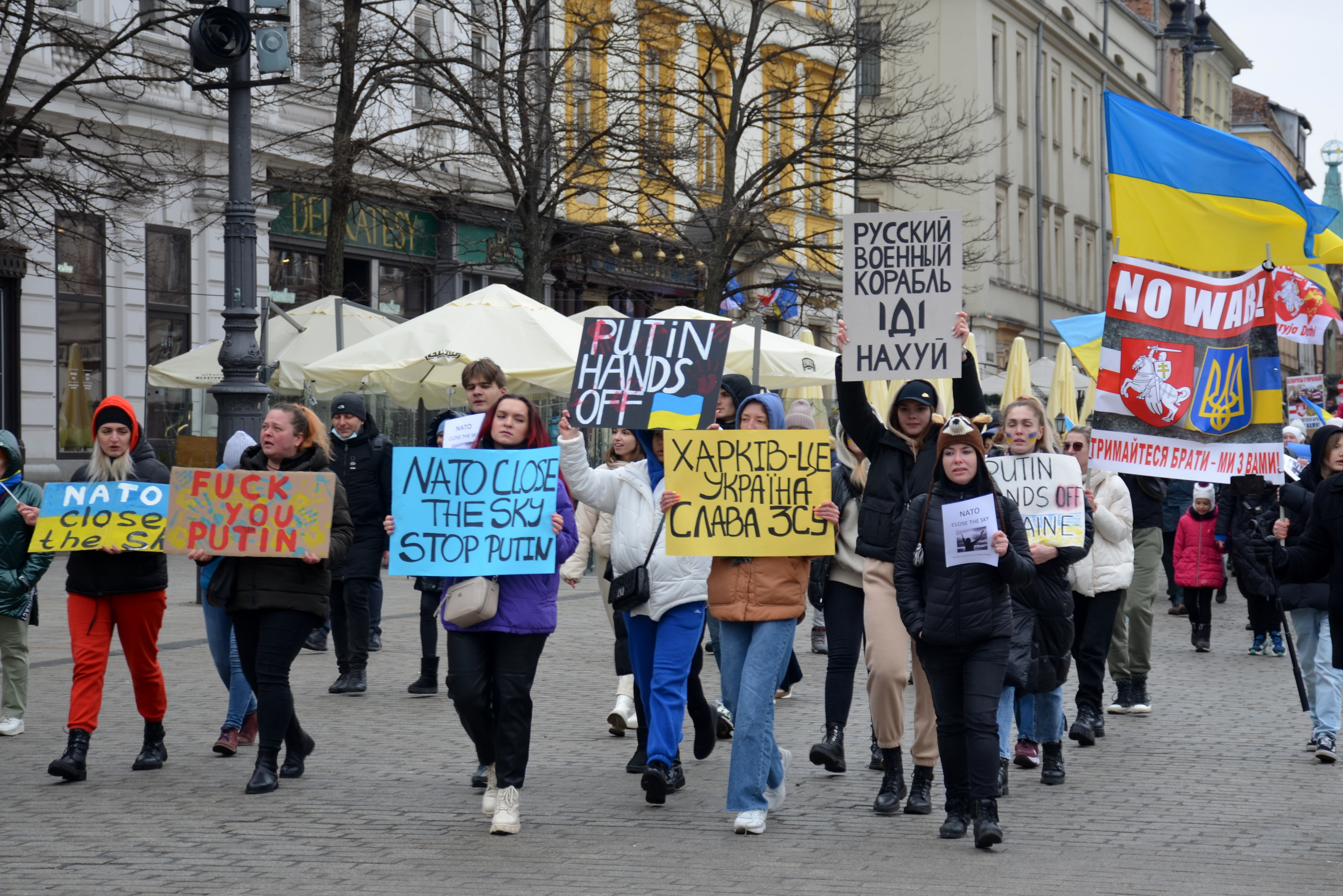
پناهندگان اوکراینی در کاراکوف

### جنگ و جنگ داخلی
به موجب گزارش‌ها منتشره شده کنونی، کمیساریای عالی سازمان ملل متحد برای پناهندگان تأکید کرده‌است که پیش از هر زمان دیگری طی هفت دهه گذشته جنگ، خشونت و آزار و اذیت، مردان، زنان و کودکان بیشتری را در معرض آوارگی قرار داده‌است.
کمیساریای عالی پناهندگان سازمان ملل متحد (UNHCR) در بررسی سالانه ترند] جهان نشان داده‌است که در سال ۲۰۱۷ بیش از ۶۵٫۶ میلیون نفر در سراسر جهان به اجبار آواره شده‌اند که در مجموع آمار آن بیش از جمعیت انگلیس و حدود ۳۰۰ هزار نفر بیشتر از سال گذشته بوده‌است. آمار کلی شامل متواری شدن ۴۰٫۳ میلیون نفر در حدود مرزی کشورهای خودشان بوده‌است که تقریباً ۵۰۰۰۰۰ نفر کمتر از سال ۲۰۱۵ است. در عین حال تعداد کل پناهجویان در سراسر جهان ۲٫۸ میلیون نفر بوده‌است که به نسبت سال قبل ۴۰۰٫۰۰۰ نفر کمتر است.

درگیری‌هایی که موجب خروج بزرگی از پناهندگان شد، مانند سومالی و افغانستان که در سومین و چهارمین دهه این منازعات همچنان متقاضی طولانی دارد. درگیری‌های جدید اقلیمی یا جرقه‌هایی از وجود منازعات اغلب باعث ایجاد شرایط نا امنی می‌گردد و درحالی‌که امروز همچنان بزرگ‌ترین موج پناهندگان سوریه ای هستند، جنگ طی ۵ سال گذشته در سودان جنوبی، یمن، بوروندی، اوکراین و جمهوری آفریقای مرکزی با شکست مواجه شده‌است. از طرفی هزاران نفر دیگر از آمریکای مرکزی به خاطر امواج خشونت‌های باندی و دیگر خشونت‌ها فرار کرده‌اند.
دیگر راه حل‌هایی که از زمان جنگ سرد برای اسکان پناهندگان و جابجایی آوارگان در داخل اقلیم پیدا می‌شد در حال کاهش است و تعداد رو به رشد آوارگان در کنار این دوزخ رو به افزایش می‌باشد.

### فقر و ناامیدی
فقر ناشی ار تحمیل اصلاحات اقتصادی نیولیبرالی که منجر به سقوط صنعت و کشاورزی محلی و فروپاشی خدمات اجتماعی و زیر بناهای دولتی شده‌است.

### نئولیبرالیسم و نظامی کردن امور
از اوائل دهه ۱۹۸۰ سیاست‌های نئولیبرالیسم و نظامی گری دست در دست هم با ارائه یک پانسمان قوی اقتصادی با دادن اعانه تحت رهبری صندوق بین‌المللی پول و بانک جهانی به بی‌ثبات کردن دولتهای ملی و نهادهای دولتی کمک کردند که منجر به تضعیف شدن ساختارهای اقتصادی اجتماعی آفریقا شده و کشورها را به سرزمینهای باز تبدیل می‌کند.
«فقر برای تجارت خوب است»: اقتصاد کشاورزی و تولید محلی تخریب شده‌است؛ و تمامی قاره به سوی یغمای اقتصادی پیش می‌رود (و تخریب محیط زیست) از طریق نیروی غرب، معدن و مجتمع صنایع کشاورزی.

### جنگ و جهانی‌سازی
بحران پناهندگان ناشی از ناامیدی میلیون‌ها نفر است که از میهن خود فرار کرده‌اند زیرا زندگی شان در نتیجه جنگ‌هایی که به رهبری آمریکا و توافق واشینگتن صورت گرفته همراه با جنگ‌های داخلی همراه با اصلاحات ویران کننده اقتصادی نابود شده‌است.

## بحران‌های پناهندگان مدرن و معاصر

### نگرانی‌های مردم جهان
از سال ۲۰۱۷ بر مبنای (کمیساریای عالی سازمان ملل متحد برای پناهندگان) قریب به ۶۵٫۶ میلیون نفر به علت آزار و شکنجه، درگیری، خشونت یا نقض حقوق بشر، به اجبار آواره شده‌اند، از این تعداد ۵٫۳ میلیون پناهنده فلسطینی بودند که تحت کمیساریای عالی پناهندگان سازمان ملل قرار نگرفتند اما تحت برنامه اونروا می‌باشند.
از۲۰۰۷، تخمین پناهجویان نه تنها شامل پناهندگانی که بر اساس تعریف کنوانسیون ۱۹۵۱ سازمان ملل بلکه همچنین افرادی که در موقعیت پناهندگان قرار دارند نیز به‌شمار آورده می‌شوند؛ بنابراین آمار قبل از سال ۲۰۰۷ به طول کامل با آمار کنونی قابل مقایسه نیست. این ارقام همچنین شامل افرادی که در داخل اقلیم خود جابجا می‌شوند را نیز در بر می‌گیرد(IDP) همچنین افرادی که در موقعیتهای مشابهی قرار دارند نیز هست و شامل گروه‌هایی از افراد است که در داخل کشورشان ملیت یا اقامت دائمی دارند که ریسک وضعیت حفاظتی شان مشابه افراد داخل اقلیم می‌باشد و به دلیل عملی نبودن یا به دلایل دیگری نمی‌توانند به عنوان فرد بدون ملیت گزارش شوند.
| مناطق عمده سازمان ملل   | ۲۰۱۶       | ۲۰۱۵       | ۲۰۱۴       | ۲۰۱۳       | ۲۰۱۲       | ۲۰۱۱       | ۲۰۱۰       | ۲۰۰۹       | ۲۰۰۸       |  |
| ----------------------- | ---------- | ---------- | ---------- | ---------- | ---------- | ---------- | ---------- | ---------- | ---------- |  |
| آفریقا                  | ۲۱٫۲۸۸٫۷۲۸ | ۲۰٫۲۷۷٫۱۶۲ | ۱۷٬۷۵۵٬۸۲۱ | ۱۳٬۵۵۲٬۴۲۹ | ۱۲٬۵۴۶٬۳۸۱ | ۱۳٬۰۵۴٬۰۶۹ | ۱۰٬۱۷۶٬۴۲۳ | ۲٬۱۰۶٬۳۰۰  |            |  |
| آسیا                    | ۳۱٫۱۶۸٫۰۷۸ | ۲۹٫۷۰۴٫۰۴۶ | ۲۵٬۹۴۰٬۳۹۳ | ۲۰٬۰۷۱٬۳۸۹ | ۱۵٬۴۴۸٬۲۵۳ | ۱۴٬۵۲۵٬۹۸۶ | ۶٬۱۱۲٬۷۱۶  | ۱۸’۵۶۷’۰۶۱ | ۸۰۳٬۵۰۰    |  |
| اروپا                   | ۶٫۲۱۰٫۹۹۴  | ۵٫۴۸۷٫۵۹۲  | ۳٬۹۰۱٬۹۳۶  | ۲٬۶۵۵٬۴۹۶  | ۲٬۹۵۶٬۴۵۶  | ۳٬۰۲۲٬۵۲۹  | ۲٬۹۹۲٬۷۳۴  | ۳’۰۶۹’۷۴۸  | ۳٬۵۹۶٬۱۰۰  |  |
| آمریکای لاتین و کارائیب | ۸٫۰۶۱٫۲۶۹  | ۷٫۶۵۹٫۱۴۴  | ۶٬۶۶۹٬۹۹۲  | ۵٬۹۹۵٬۴۶۸  | ۴٬۳۵۱٬۹۹۰  | ۴٬۳۱۵٬۸۱۹  | ۴٬۱۱۷٬۳۶۹  | ۳’۷۴۰’۳۸۹  | ۱٬۶۲۱٬۷۰۰  |  |
| آمریکای شمالی           | ۹۳۶٫۸۷۵    | ۷۱۴٫۹۰۰    | ۶۲۰٬۹۲۲    | ۵۳۰٬۵۰۲    | ۴۷۷٬۳۸۸    | ۴۸۳٬۲۱۹    | ۴۸۷٬۴۳۳    | ۵۶۹’۸۶۸    |            |  |
| اقیانوسیه               | ۸۳٫۸۹۴     | ۶۹٫۸۹۴     | ۶۹٬۷۸۰     | ۶۰٬۱۱۳     | ۵۲٬۸۶۸     | ۴۰٬۲۴۳     | ۳۷٬۸۰۱     | ۳۸’۱۴۸     | DNA        |  |
| جمع کل                  | ۶۷٫۷۴۹٫۸۳۸ | ۶۳٫۹۱۲٫۷۳۸ | ۵۴٬۹۵۸٬۸۴۴ | ۴۲٬۸۶۵٬۳۹۷ | ۳۵٬۸۳۳٬۳۶۲ | ۳۵٬۴۴۱٬۸۶۵ | ۳۳٬۹۲۴٬۴۷۶ | ۳۶’۴۶۰’۸۰۶ | ۴۲٬۰۰۰٬۰۰۰ |  |

## بحران مهاجرتی اروپا در ۲۰۱۸
در تاریخ ۱۷ ژوئن ۲۰۱۸، ششصد پناهجوی سرگردان در آب‌های مدیترانه که پذیرش آن‌ها باعث اختلاف رهبران اروپا شده بود، به ساحل اسپانیا رسیدند. این گروه بیش از یک هفته در دریا سرگردان بودند، قرار است دو قایق دیگر هم مهاجران بیشتری به اسپانیا بیاورد.
ایتالیا این پناهجویان را از سواحل خود دور کرد اما اسپانیا به پیشنهاد فرانسه تعدادی از ۶۲۹ مسافر کشتی آکواریوس را پذیرفت. فرانسه هم قبول کرده تا شماری از این پناهجویان را بپذیرد. سرنوشت مسافران این کشتی، به بحرانی دیپلماتیک میان ایتالیا و فرانسه تبدیل شده بود.